# That's So True
That's So True è un singolo della cantautrice statunitense Gracie Abrams, pubblicato il 6 novembre 2024 come primo estratto dalla deluxe del secondo album in studio The Secret of Us.
È stato candidato per il Kids' Choice Award alla canzone virale preferita del 2025.

## Tracce
Testi e musiche di Gracie Abrams e Audrey Hobert.
Download digitale, streaming – Live from Radio City Music Hall
1. That's So True (Live from Radio City Music Hall) – 3:14
2. That's So True – 2:46

7"
- Lato A

1. That's So True

- Lato B

1. That's So True (Live from Radio City Music Hall)

## Formazione
Hanno partecipato alle registrazioni, secondo le note di copertina di The Secret of Us:
- Gracie Abrams – voce, produzione
- Audrey Hobert – voce
- Aaron Dessner – shaker, Yamaha CS, batteria, programmazione batteria, chitarra acustica, Juno, pianoforte, DX7, minimoog, produzione
- Julian Bunetta – chitarra, basso, batteria, programmazione tastiere, produzione
- James McAlister – Juno, VSS, programmazione batteria, registrazione
- Benjamin Lanz – sintetizzatore modulare, registrazione
- Bella Blasko – registrazione
- Jeff Gunnell – registrazione
- Randy Merrill – mastering
- Șerban Ghenea – missaggio
- Bryce Bordone – assistenza al missaggio

## Classifiche

### Classifiche settimanali
| Classifica (2024-25) | Posizione massima |
| -------------------- | ----------------- |
| Australia            | 1                 |
| Austria              | 2                 |
| Belgio (Fiandre)     | 1                 |
| Belgio (Vallonia)    | 6                 |
| Canada               | 1                 |
| Danimarca            | 6                 |
| Emirati Arabi Uniti  | 7                 |
| Estonia              | 2                 |
| Filippine            | 11                |
| Finlandia            | 18                |
| Francia              | 19                |
| Germania             | 2                 |
| Grecia               | 8                 |
| India                | 13                |
| Irlanda              | 1                 |
| Islanda              | 13                |
| Israele              | 36                |
| Italia               | 18                |
| Lettonia             | 7                 |
| Libano               | 2                 |
| Lituania             | 14                |
| Lussemburgo          | 3                 |
| Malaysia             | 5                 |
| Medio Oriente        | 13                |
| Norvegia             | 1                 |
| Nuova Zelanda        | 1                 |
| Paesi Bassi          | 1                 |
| Polonia              | 4                 |
| Portogallo           | 5                 |
| Regno Unito          | 1                 |
| Repubblica Ceca      | 9                 |
| Singapore            | 3                 |
| Slovacchia           | 12                |
| Spagna               | 45                |
| Stati Uniti          | 6                 |
| Svezia               | 2                 |
| Svizzera             | 2                 |
| Ungheria             | 17                |

### Classifiche di fine anno
| Classifica (2024) | Posizione |
| ----------------- | --------- |
| Australia         | 92        |

## Date di pubblicazione
| Paese  | Data             | Formato                      | Versione                        | Etichetta  | Nota   |
| ------ | ---------------- | ---------------------------- | ------------------------------- | ---------- | ------ |
| Mondo  | 6 novembre 2024  | Download digitale, streaming | Live from Radio City Music Hall | Interscope | [ 39 ] |
| Italia | 18 novembre 2024 | Contemporary hit radio       | Originale                       | EMI        | [ 40 ] |
| Mondo  | 7 febbraio 2025  | 7"                           | Originale                       | Interscope | [ 41 ] |